# Arouna Sangante
Arouna Sangante (sinh ngày 12 tháng 4 năm 2002) là một cầu thủ bóng đá người Sénégal thi đấu cho Le Havre.

## Sự nghiệp câu lạc bộ
Arouna Sangante từng thi đấu cho Cosmos Saint-Denis và Red Star ở Île-de-France, trước khi gia nhập Le Havre AC năm 2017.
Anh có màn ra mắt ở Ligue 2 cho Le Havre vào ngày 15 tháng 5 năm 2021, đá chính trước đội vô địch mùa giải ESTAC Troyes.